# Urbano Lampredi
 (mai 2023).
- Si vous ne connaissez pas le sujet, laissez ce bandeau (vous pouvez alors contacter les auteurs).
- Si vous supprimez le contenu mis en cause (vous pouvez préalablement contacter les auteurs),

argumentez précisément cette suppression dans la page de discussion
(un manque de référence n'est pas un argument ; une recherche réelle de référence doit avoir été effectuée, être formellement documentée).
Urbano Lampredi, né le 13 février 1761 à Florence et mort le 23 février 1838 à Naples, est un écrivain et érudit italien.

## Biographie
Urbano Lampredi naquit à Naples le 13 février 1761. Il étudia d’abord les belles-lettres, la poésie et les mathématiques, et acquit une connaissance profonde des langues grecque et latine. Se destinant à l’état ecclésiastique, il suivit pendant cinq ans des cours de théologie, et reçut les ordres sacrés. D’une imagination très-vive, il s’occupa aussi de politique et y mit toute l’ardeur de son caractère. Ayant embrassé la cause des Français lorsqu’ils vinrent dans sa patrie, en 1799, il fut obligé de se retirer avec eux, et se rendit en France, où il obtint une place de professeur au collège de Sorèze. Bientôt il vint à Paris, où plusieurs savants et littérateurs italiens s’étaient réfugiés par suite des évènements politiques. Il s’y trouvait encore en 1806, lorsque Monti, historiographe du royaume d’Italie, publia, en l’honneur de Napoléon, un poème intitulé Il Bardo della Selva Nera. Une critique piquante de cet ouvrage, insérée dans la Décade philosophique, fut attribuée à Lampredi, qui, étant retourné en Italie et s’étant fixé à Milan, se réconcilia cependant avec Monti, et devint l’ami de Paradisi, Lamberti, Breislak et autres savants. Nommé professeur de mathématiques des pages du vice-roi (Eugène de Beauharnais), l’inconstance de son caractère lui fit quitter cette place pour se rendre à Naples, où il fut chapelain du ministre de la justice Ricciardi, et donna des leçons de littérature latine et de poésie italienne à sa fille, depuis madame Capecelatro, poète distinguée. Lampredi mourut dans cette ville le 23 février 1838.

## Œuvres
Outre des traductions italiennes très-estimées de divers passages d’Homère, d’Oppien, de Tryphiodore, etc., on a de lui :
- Osservazioni sopra il giudizio pronunciato in Firenze intorno ad alcune opere italiane, Milan, 1811, in-12. À cette époque Napoléon décerna à Florence, d’après la loi du 24 fructidor an II, le prix décennal sur le meilleur ouvrage italien, et Lampredi publia des Observations critiques sur les ouvrages présentés au concours et qui furent couronnés, notamment sur celui de Micali, L’Italie avant la domination des Romains, et sur celui de Botta, Les États-Unis et leur indépendance.
- Lettere filologiche e critiche seguite da un dialogo intorno all’opera del cavalier Vincenzo Monti intitolata Proposta d’alcune correzioni ed aggiunte al vocabolario della Crusca, Naples et Milan, 1820, vol. in-8.
- Lettere a Vincenzo Monti intorno alla sua traduzione dell’Iliade d’Omero, con appendice di lettera di Quirino Visconti e di Angelo Mustoxidi, Milan, 1827, in-8°.
- I fenomeni e le apparenze celesti di Arato Solitano, volti dal greco in esametri latini da M.-T. Cicerone coi supplementi del Grozio, ed un appendice di altri frammenti diversi di Cicerone, a tradotti da Omero ad originali suoi, che ci sona rimasti : il tutto volto in endecasillabi italiani, Naples, 1851, in-8°, avec figures. Lampredi a présenté dans cette traduction en vers italiens un ensemble des opinions de Cicéron et de Grotius sur l’ouvrage très-connu d’Aratos de Soles, et en cela il a acquis de nouveaux titres littéraires.